# Alchemilla rhiphaea
Alchemilla rhiphaea é uma espécie de rosácea do gênero Alchemilla, pertencente à família Rosaceae.